# Groupe révolutionnaire communiste (Royaume-Uni)
Pour les articles homonymes, voir Groupe révolutionnaire communiste et RCG.
Le Groupe révolutionnaire communiste (en anglais : Revolutionary Communist Group, abrégé en RCG) est une organisation politique britannique d'extrême gauche, fondée en 1974. Il publie le journal Fight Racism! Fight Imperialism! tous les deux mois. Suivant les propres déclarations du groupe, il « existe pour défendre et développer une tendance anti-impérialiste au sein de la Grande-Bretagne, basé sur les intérêts à long terme de l'ensemble de la classe ouvrière et des opprimés internationalement ».

## Histoire
Le groupe naît d'une scission du groupe Socialistes internationaux. Il a développé les analyses de Karl Marx, Friedrich Engels et Vladimir Lénine sur la théorie de l'aristocratie ouvrière, montrant son importance pour la politique en Grande-Bretagne, qui les a conduit à rejeter le Parti travailliste comme un parti impérialiste. Le RCG est très critique quant au rôle du Royaume-Uni en Irlande du Nord, et a participé dans le mouvement de solidarité avec libération nationale irlandaise, comme Sinn Féin et le « Comité de l'aide aux prisonniers ». Depuis lors le groupe a toujours soutenu les luttes des prisonniers, comme lors de l'émeute de Strangeways, une prison en Manchester. Dans les années 1980 le RCG joue un rôle de premier plan dans le mouvement anti-apartheid.
En 1995, le RCG a mis en place une campagne appelée « Rock Around the Blockade » en solidarité avec la Révolution cubaine, contre le blocus des États-Unis. Après le début de la seconde intifada en septembre 2000, le groupe organise des piquets réguliers à Marks & Spencer pour protester contre leur soutien à Israël.
En 2005 et 2006, le groupe a aidé à constituer des campagnes de soutien aux demandeurs d'asile et aux réfugiés. En 2010, la coalition conservateur-libéral-démocrate annonce des coupes dans les dépenses publiques de 81 milliards de £. En réponse, le journal de l'organisation, Fight Racism! Fight Imperialism!, annonce que le gouvernement a déclaré la « lutte des classes » et adopte le slogan « No cuts – full stop! ».